# Rund um den Henninger-Turm 2006
Il Rund um den Henninger-Turm 2006, quarantacinquesima edizione della corsa, valido come evento del circuito UCI Europe Tour 2006 categoria 1.HC, si svolse il 1º maggio 2006 per un percorso di 190,2 km. Fu vinto dall'italiano Stefano Garzelli, che giunse al traguardo in 4h 34' 20" alla media di 41,6 km/h.
Al traguardo 66 ciclisti portarono a termine la gara.

## Ordine d'arrivo (Top 10)
| Pos. | Corridore          | Squadra      | Tempo    |
| ---- | ------------------ | ------------ | -------- |
| 1    | Stefano Garzelli   | Liquigas     | 4h34'20" |
| 2    | Gerald Ciolek      | Wiesenhof    | s.t.     |
| 3    | Danilo Hondo       | Team Lamonta | s.t.     |
| 4    | Erik Zabel         | Team Milram  | s.t.     |
| 5    | Björn Leukemans    | Davitamon    | s.t.     |
| 6    | Stefan Schumacher  | Gerolsteiner | s.t.     |
| 7    | Luca Ascani        | Naturino     | s.t.     |
| 8    | Davide Rebellin    | Gerolsteiner | s.t.     |
| 9    | Aleksandr Kolobnev | Rabobank     | s.t.     |
| 10   | Ricardo Serrano    | Kaiku        | s.t.     |